# Uada
Uada est un groupe américain de black metal, originaire de Portland, en Oregon. Il est formé en 2014 et compte quatre albums chez Eisenwald Tonschmiede. Le groupe joue du black metal mélodique dans le style de Dissection et de Mgła.

## Histoire
Uada est formé en 2014 par Jake Superchi (chant, guitare), James Sloan (guitare), Mike Beck (basse) et Trevor Matthews (batterie). En 2016, le premier album Devoid of Light sort, suivi d'une tournée aux États-Unis. En 2017, de nombreuses apparitions dans des festivals suivent, notamment au Party.San et au Summer Breeze. Après plusieurs changements de line-up, le deuxième album studio Cult of a Dying Sun sort en mai 2018. Le troisième album studio, Djinn, suit en septembre 2020, et atteint la 79e place des charts suisses des albums.
Le line-up du groupe connait plusieurs changements au fil des années ; après la séparation de James Sloan en mai 2023, Jake Superchi est la seule constante restante ; il est considéré comme la tête du groupe.
En 2018, des accusations selon lesquelles Uada serait proche de l'extrême droite sont lancées. La raison en était la participation prévue en 2016 à un festival à Montréal, où Graveland, un groupe NSBM, devait également se produire. Le festival est empêché par des protestations parfois violentes de groupes de gauche, ce que le groupe critique dans une déclaration. Sur la base de cette déclaration, une représentation à Leipzig en automne 2018 est annulée, car les organisateurs estimaient que la démarcation avec le black metal d'extrême droite n'est pas suffisante. Par la suite, Uada fait une nouvelle déclaration par laquelle le groupe s'est distancié de l'extrême droite sous toutes ses formes.

## Style musical
Le style musical d'Uada se rattache au black metal. En se référant à l'album Crepuscule Natura, il est constaté que toutes les chansons disposaient de boucles mélodiques récurrentes et qu'une « guitare déchiqueteuse » caractéristique enveloppait « l'action noircie d'un épais manteau mélodique ». Par rapport à ce qui est habituel dans le black metal, le style musical d'Uada apparaît comme mélodique.
Superchi cite la scène suédoise de black metal mélodique ainsi que la new wave of British heavy metal comme influences principales ; il faut également citer le rock gothique et le grunge ainsi que le groupe Danzig

## Discographie
- 2016 : Devoid of Light (Eisenwald Tonschmiede)
- 2018 : Cult of a Dying Sun (Eisenwald Tonschmiede)
- 2020 : Djinn (Eisenwald Tonschmiede)
- 2023 : Crepuscule Natura (Eisenwald Tonschmiede)